# 말산효소
말산효소(영어: malic enzyme, ME)는 말산 탈수소효소를 탈카복실화하는 것을 의미할 수 있다.
- 말산 탈수소효소 (탈카복실화)(영어판) (EC 1.1.1.39) 또는 NAD-말산효소
- 말산 탈수소효소 (옥살로아세트산-탈카복실화)(영어판) (EC 1.1.1.38), 또 다른 NAD-말산효소
- 말산 탈수소효소 (옥살로아세트산-탈카복실화) (NADP+)(영어판) (EC 1.1.1.40) 또는 NADP-말산효소
- D-말산 탈수소효소 (탈카복실화)(영어판) (EC 1.1.1.83)

| Disambiguation icon | 이 문서는 명칭이 같은 여러 효소를 연결하는 색인 문서입니다. |